# Pro Wrestling ZERO1
La Pro Wrestling Zero1(プロレスリングゼロ1 Puroresuringuzerowan), anche nota come Pro Wrestling Zero-One o Pro Wrestling Zero1-Max, è una federazione di puroresu giapponese fondata nel 2001 e tra le maggiori in patria.
È stata un'affiliata della National Wrestling Alliance (NWA) dal 2001 fino alla fine del 2004 e brevemente anche nel 2011.

## Storia
La federazione è nata il 25 gennaio 2001 per iniziativa di due lottatori di punta della New Japan Pro-Wrestling (NJPW), Shinya Hashimoto e Shinjiro Otani.

Nell'anno 2000 Hashimoto, uno dei tre moschettieri della NJPW aveva proposto alla dirigenza la creazione di una federazione satellite di nome New Japan Pro Wrestling ZERO e dove lo ZERO era un riferimento all'anno di fondazione. 

Avendo visto respingere la propria proposta ed essendo stato licenziato nel novembre 2000, Hashimoto con il contributo di Otani ha dunque fondato la ZERO-ONE, il cui nome è un riferimento all'anno 2001.
Zero1 ha avuto contratti di lavoro con Pro Wrestling Noah, All Japan Pro Wrestling, New Japan Pro-Wrestling, RIKIPRO, Hustle, Big Boom Loud, King's Road e Dragondoor (ora El Dorado Wrestling) che hanno permesso ai lottatori Zero1 di sfidare e tenere con sé i titoli di queste federazioni.
Nel 2004, dopo che Hashimoto lasciò le cariche della federazione ed una nuova società "First On Stage" venne costituita dal presidente Yoshiyuki Nakamura, dall'annunciatore Oki Okidata, e dal cofondatore Shinjiro Otani la promozione è stata ribattezzata Pro Wrestling Zero1-Max. 

Tra le grandi modifiche alla struttura della federazione ci furono anche le affiliazioni con la AWA Superstars of Wrestling (ora Wrestling Superstars Live), la NWA e la NJPW.
Nel settembre 2006 entra nella Global Pro Wrestling Alliance (GPWA), un'alleanza professionale di wrestling che promuove un ambiente di cooperazione piuttosto che la concorrenza.
Nel 2008, la federazione ha abbreviato il nome in Pro Wrestling Zero1.
Nel 2011 ritorna a far parte dei Territori NWA presentando, nel marzo dello stesso anno l'NWA Pan-Pacific Premium Heavyweight Championship come celebrazione del decimo anniversario della ZERO1, vinto nel mese di agosto da Daisuke Sekimoto.
Nel 2012 apre una filiale in Australia rilevando la federazione precedentemente conosciuta come NWA Pro Wrestling e rinominandola Zero1 Pro Wrestling Australia, federazione che chiude i rapporti di collaborazione con ZERO1 nel 2014 per diventare Wrestle Rampage.
Sempre nel 2012 aprono due filiali (Zero1 Hong Kong e Pro Wrestling Zero1 Mexico) e, sempre nello stesso anno in Europa aprono quelle di Irlanda e Scozia. Nel 2013 una in Bielorussia ed in Spagna.
Nel 2016 diventa parte della società Dream On Stage ed apre una collaborazione con la società di Akebono Tarō.
Nel maggio del 2017 si associa con United Wrestling Network divenendone la federazione affiliata ufficialmente in Giappone.

## Riconoscimenti

### Titoli
| Titolo                                              | Detentore                  | Data           | Luogo | Evento           |
| --------------------------------------------------- | -------------------------- | -------------- | ----- | ---------------- |
| ZERO1 World Heavyweight Championship                | Go Shiozaki                | 13 luglio 2024 | Tokyo | Noah Destination |
| ZERO1 International Junior Heavyweight Championship | Takumi Baba                | 1 gennaio 2025 | Tokyo | Happy New Year   |
| NWA World Junior Heavyweight Championship           | Takumi Baba                | 1 gennaio 2025 | Tokyo | Happy New Year   |
| NWA Intercontinental Tag Team Championship          | Kengo Mashimo e Naka Shuma | 20 marzo 2024  | Tokyo | 2AW Grand Slam   |

### Titoli utilizzati in passato
| Titolo                                                       | Debutto          | Note                                                                                               |
| ------------------------------------------------------------ | ---------------- | -------------------------------------------------------------------------------------------------- |
| Zero-One O-300 Super Heavyweight Championship                | 6 luglio 2003    | Ad oggi disattivato ed utilizzato in ZERO1 dal 2003 al 2005.                                       |
| Zero-One United States Heavyweight Championship              | 2005             | Ad oggi disattivato ed utilizzato in ZERO1 dal 2003 al 2008.                                       |
| WORLD-1 Junior Heavyweight Championship                      | 15 dicembre 2002 | Utilizzato in ZERO1 dal 2002 e non più disputato dal 2007.                                         |
| NWA Pan-Pacific Premium Heavyweight Championship             | 7 agosto 2011    | Noto anche come NWA World Premium Heavyweight Championship ed utilizzato in ZERO1 dal 2011 al 2012 |
| WWA World Junior Light Heavyweight Championship              | Luglio 2005      | Utilizzato in ZERO1 dal 2005 al 2008.                                                              |
| AWA (Superstars Of Wrestling) World Heavyweight Championship | 28 febbraio 2005 | Utilizzato in ZERO1 dal 2005 al 2007.                                                              |
| HCW World Women's Championship                               | 16 giugno 2007   | Ad oggi disattivato ed utilizzato in ZERO1 nel 2007.                                               |
| UPW Heavyweight Championship                                 | 6 luglio 2002    | Ad oggi disattivato ed utilizzato in ZERO1 dal 2002 al 2004.                                       |
| ZERO1 United National Heavyweight Championship               | 18 gennaio 2020  | Abbandonato quando Chris Vice vinse il World Heavyweight Championship                              |
| NWA International Lightweight Tag Team Championship          | 4 ottobre 2020   | |

### Tornei
| Torneo                    | Ultimo vincitore                   | Data             |
| ------------------------- | ---------------------------------- | ---------------- |
| Fire Festival             | Hayabusa                           | 4 luglio 2025    |
| Furinkazan Tag Tournament | Yoshikazu Yokoyama e Masato Tanaka | 25 novembre 2023 |
| Junior Tag Tournament     | Takumi Baba e Takuya Sugawara      | 28 luglio 2024   |
| Tenka-ichi Jr. Tournament | Ryo Hoshino                        | 27 ottobre 2023  |